# Hermann Pister
Pour les articles homonymes, voir Pister.
Hermann Pister (21 février 1885 à Lübeck - 28 septembre 1948 à Landsberg am Lech) était un officier allemand de la SS qui occupa les fonctions de commandant du camp de Buchenwald de 1942 à 1945.

## Biographie

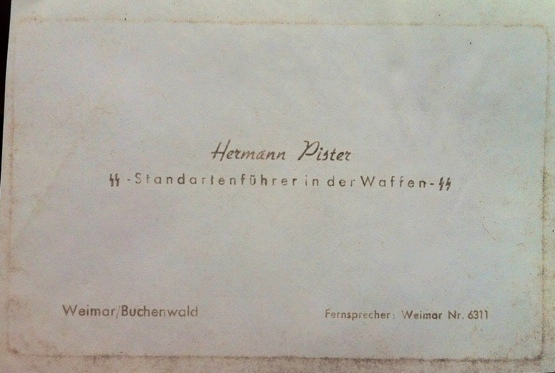
Carte de visite de Hermann Pister, commandant le camp de Buchenwald de 1942 à 1945.

Hermann Pister, né le 21 février 1885 à Lübeck, fils d’un secrétaire de finances, il entre à 17 ans dans la Marine impériale allemande où il sert avec des interruptions, jusqu’à la fin de la Première Guerre mondiale.
En 1918 il suit un apprentissage en mécanique automobile, puis devient vendeur de voitures et enfin chargé d’affaires.

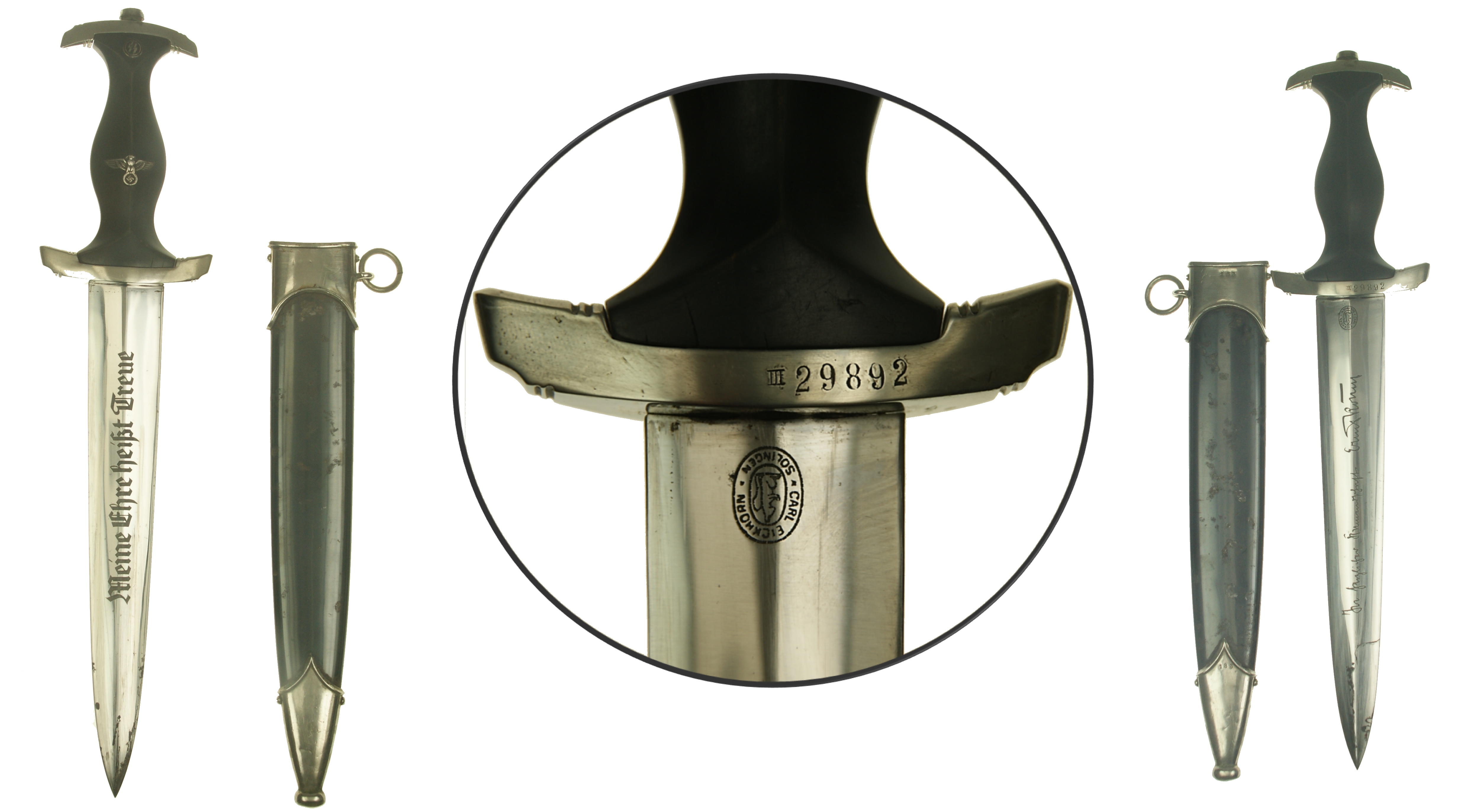
Dague cérémonielle de la SS de Hermann Pister, gravée de son numéro de membre SS : 29892.

En 1931 il entre au NSDAP et dans le Groupe SS motorisé. Son parcours passe par des postes de führer pour le 19e étendard motorisé SS (1933), puis le 1er étendard (1936) puis le cortège motorisé de Himmler (1937).
En 1939 il devient commandant chargé du contrôle des camps de rééducation par le travail (Erziehungslager) de l’ouest, puis commandant du camp spécial Hinzert. « Après y avoir fait ses preuves » écrit Richard Glücks, inspecteur des camps de concentration, « il obtient le 10 janvier 1942 le commandement de Buchenwald que son prédécesseur avait entièrement « pourri ». Avec son expérience et beaucoup de travail, Pister a fait de Buchenwald un camp modèle, assurant la fonction de camp de concentration et camp de travail.[réf. nécessaire]
À la fin de la guerre, il reçoit le grade d’Oberführer, un grade compris entre colonel et général, Arrêté en 1945 et condamné à mort en 1947 à Dachau par un tribunal militaire américain lors du procès de Buchenwald, il meurt d’un infarctus le 28 septembre 1948 dans la prison de Landsberg.